# 宇多頼忠
宇多 頼忠または宇田 頼忠（うだ よりただ）は、安土桃山時代の武将、大名。豊臣秀長の家老、石田氏の家臣。通称は下野守で、妻の姓を名乗るのは晩年であり、ほとんどの期間は尾藤二郎三郎や尾藤下野守を称した。

## 生涯

### 前歴
通説では尾藤知宣（重直）の舎弟とされるので、父は尾藤重吉（源内）であろう。ただし系図には名前が記されておらず、甥や従兄弟の可能性もある。いずれにしても近親者か縁者と考えられる。
白川亨は、尾藤氏を信州中野牧の武士団の家として、戦国時代後期には深志小笠原氏の属将であったとする。
天文22年（1553年）に小笠原長時が甲斐の武田信玄に敗れ、国を追われたときに、尾藤一族も信州を捨て、重吉ら弘治年間に遠江国引佐郡の堀川城付近に居を移し、今川義元の支配下に入った。白川はこのとき頼忠が松下氏（宇多源氏流佐々木氏?、秦氏?）の妻を迎えたために後年宇多を称したのではないかあるいは山田氏と接点があったのではないかと仮説を述べている。
永禄3年（1560年）に桶狭間の戦いで義元が討ち取られると、ほどなくして尾張国に移った重吉、長兄重房（又八、又八郎）や次兄知宣らと別れ、頼忠は引き続き遠江国にあって、後に遠江の国衆と共に武田支配下に組み込まれた。

永禄6年か7年頃、通説では真田昌幸（真田源五郎）の正室・山手殿（寒松院）として頼忠の長女が嫁いだとされてきたが、昌幸の妻の出自については異説がいくつもあって確かとは言えず、近年では疑問視されている。
重吉と重房は織田家家臣の森可成に仕えていて、『信長公記』に、元亀元年（1570年）9月19日に近江国坂本で可成と共に討ち死にしたことが書かれているが、『三河二葉松』には増援に来た徳川配下の奥平美作守に助けられて撤退し、そのまま奥平家の属将となって三河国額田郡赤羽村に居を構えたとも書かれている。
天正3年（1575年）の長篠の戦いの敗戦の翌年（1576年）、頼忠は遠州を離れて、兄の知宣は羽柴秀吉に仕えて黄母衣衆に列して重用されてので、知宣を頼って近江長浜城に行って、羽柴秀長の配下となった。

### 羽柴家の家臣
天正5年（1577年）正月12日の『竹生島奉加帳』には尾藤二郎三郎として、甚右衛門知宣と同額（銭200文）を宝厳寺に寄進している。この寄進には石川光政（杢兵衛）の名も見られるが、後に頼忠の女婿となる頼明は一説にはその弟で、同輩であった。
天正6年か7年頃、同じ秀吉家臣の石田三成に娘（皎月院）を嫁がせた。
天正13年（1585年）、豊臣秀長が大和国を加増され、大和郡山城に入ったのに従う。いつから秀長付きの家臣になったかはわからないが、その家臣団の中では家老として藤堂高虎に次ぐ地位を占めた。
天正15年（1587年）、九州の役における失態によって知宣が秀吉の不興を買って改易されて追放され、後に小田原征伐の時に斬殺されると、頼忠は妻の姓に改姓。
文禄4年（1595年）、豊臣秀保が亡くなり断絶後、秀吉の直臣となった。大和国・河内国内で、1万3,000石を知行する。
慶長3年（1598年）8月、慶長の役で敵が蔚山に迫ったとの知らせを聞いて、秀吉は親征を行うと、頼忠を毛利輝元・増田長盛・多賀谷三経らと先発させようよしたが、秀吉は亡くなり、蔚山城の戦いも勝ったという知らせが届いたので、伏見に留まって出征することはなかった。
秀吉の死後は女婿の石田三成の許に身を寄せた。
慶長5年（1600年）、関ヶ原の戦いでは、三成の居城であった近江佐和山城に三成の父・正継、三成の兄・正澄らと留守居。頼忠はかなり高齢であったと考えられる。『關原軍記大成』によれば、敗戦後の9月16日、東軍の徳川家康は小早川秀秋・田中吉政・井伊直政・石川康通・脇坂安治らに城を攻撃させた。守備側の長谷川右兵衛（長谷川守知）は籠城が持ちこたえられないと察すると、小早川家臣・平岡頼勝を通じて内応したが、原園斎（石田正継）がこれに気づいて長谷川を討とうとしたので脱出し、その手引で小早川・田中両隊が城内に突入しはじめた。城が総攻撃されている最中に、井伊直政は船越五郎右衛門を呼び寄せ、「今は城中の輩に利害を説くべき時節なり」として、城内を説得するように命じたので、船越は城内に入って石田家臣の津田仙吉父子を呼び出して、園斎・木工頭（石田正澄）・河内守の3名が城外に出て切腹すれば城兵の助命は約束すると説得した。園斎と木工頭は、初めは拒絶したが、もはや逃げ隠れする場所はないことを悟って、両名ともに自害した。家臣の上田桃雲は彼らの介錯をした後、石田三成の妻子を刺殺して、遺体の傍らに鉄砲の火薬を置いて火をかけ、自らも切腹して果てた。頼忠と河内守は、親族の尾藤善四郎の介錯で自害した。ところが小早川・石川・脇坂らの兵は攻撃を続け、尾藤善四郎は手兵を率いて最後まで戦ったが、城は落城し、助命された津田仙吉以外は全員が討ち死にした。

### 子孫について
前述のように頼忠の長女は真田昌幸に嫁いだという説があり、次女が石田三成に嫁ぎ、三女が石川頼明に嫁いだとされるが、男子については人物比定について二説がある。
通説では、頼忠の子は頼次であり、初め「宇田河内守頼次」を名乗り、真田昌幸の五女（趙州院）を妻とし、石田三成の父である為成（正継）の養子となったので、「石田刑部少輔」とも名乗ったとされる。一次史料の真田昌幸や石田三成の書状で「宇田河内父子」として言及される2人を、頼忠と頼次と解して、共に佐和山落城で亡くなったとされる。
一方、白川は、佐和山落城で自害したらしい河内守を頼重とし、次男を次郎為勝として、為勝は城を脱出して比叡山に登り、出家して尊舜と号して寛永19年（1642年）3月5日に80歳で没したとし、『極楽寺系図』には木工頭正澄の孫として書かれているが敢えて年齢的な矛盾を承知で記録したのだろうと推測している。頼次については、尾藤甚右衛門（知宣）の嫡男の宗左衛門であるとし、密かに三成の父の藤右衛門正継に保護され、三成の養弟として石田姓に改め、すなわち「石田刑部少輔頼次」と名乗った人であるとする。頼次は関ヶ原合戦後、旧姓の尾藤姓に戻して寛永年間に寺沢堅高に仕えたという。（白川説は尾藤略系図を参照）